# Gnoszticizmus
A gnoszticizmus vallási-filozófiai irányzatok összefoglaló neve, amely alatt ma elsősorban a kereszténység ezoterikus alkalmazásait értjük, de bizonyos, hogy megelőzte a kereszténységet. A gnoszticizmust nem alapították, mindig is tanítások laza rendszere volt, nem intézményesült. A szó töve, a gnózis (görög: γνῶσις) tudást jelent. A gnózis, mint az igazi tudás tana, abból a vélekedésből indul ki, hogy létezik igazi tudás; vallási szóhasználatban az üdvözítő igazságok tudása.
Mint szellemi irányzat a 2-3. században virágzott. Legnagyobb képviselői Valentinus, Markión és Baszileidész voltak, akik az ókori görög, egyiptomi, babiloni, zsidó és keresztény tanítások alapján dolgozták ki szinkretista rendszerüket. A gnosztikusok elgondolása az volt, hogy a vallásfilozófia legmagasabb fokát teremtik, amelyben felhasználták a kereszténység tanításait is.
Az elnevezést először a 17. században használták az úgynevezett cambridge-i platonikusok. Henry More pejoratív értelemben használta ezt az elnevezést azokra a sokszínű, egymástól sokszor jelentősen eltérő vallási mozgalmakra, amelyek a korai kereszténység idején szemben álltak a kanonizált tanokkal és a kialakuló egyházszervezettel. Az elmúlt évtizedek tudományos eredményei révén egyértelművé vált, hogy nem beszélhetünk a gnoszticizmusról mint tárgyról, mert történelmi leegyszerűsítéshez vezet. A tudományos irodalomban meggyökeresedett korábbi képzet, mely szerint létezett egy „igaz kereszténység”, és egy „hamis gnózis”, melyek harcban álltak egymással, nehezen tartható fenn. A gnoszticizmus címszava alá soroltak minden olyan vallási mozgalmat és irányzatot, amelyekkel kapcsolatban felmerült, hogy tanításaik alapja egy ezoterikus tudásban (gnózis) gyökerező megváltás-tan, melynek révén az ember visszatérhet eredeti isteni otthonába.
Az 1990-es évek óta a gnoszticizmus egyre inkább a vallástudósok vizsgálata alá került. Az egyik fő kérdés az, hogy a gnoszticizmust a korai kereszténység egyik formájának, vallásközi jelenségnek vagy független vallásnak kell-e tekinteni. Wouter J. Hanegraff, a filozófia történetének professzora szerint a gnoszticizmus címszó alatt összefoglalt irányzatok nem valamilyen ellenkultúra megnyilvánulásai voltak, hanem egy, az általunk jobban ismert vallási irányzatok mellett létező, azokkal teljesen egyenrangú, vallási alternatívák a kor embere számára. Nem volt egységes, sokféle árnyalata, változata alakult ki.

## A gnózis
A keresztény gnózis a kinyilatkoztatott hittartalomba mélyedés, tanúbizonyságokon alapuló meggyőződés, az a tudás, amellyel a lélek felismeri Istenhez való hasonlóságát, de ez nem feltétele az üdvözülésnek. A gnosztikusok számára épp ellenkezőleg, a gnózis a tudatlanságból való szellemi felébredés, ez vezet el az üdvösségre.
A tökéletes keresztény eszményét Alexandriai Kelemen gnosztikusnak nevezi. Ezzel szemben áll a gnoszticizmus gnózisa, melyet már Pál apostol megrótt mely elhagyva a keresztény hit alapját, a hit tanításától eltávozik, s a pogány bölcseletből és vallásokból veszi tételeit.
A gnosztikusok a keleti filozófiák bölcseletét a keresztény egyház hitrendszerébe próbálták beépíteni. Eleinte nem is szakadtak el a keresztény egyháztól, hanem csupán hittételeit akarták igazi eszmékre visszavezetni és a hit alapját képező úgynevezett igaz eszmék összességét nevezték gnózisnak, felsőbb ismeretnek.

## Az Újszövetségben
A katolikus teológiai kommentárirodalom szerint az Újszövetség néhány könyvében elítélt tévtanítás hasonlóságot mutat a 2. században ellenfélként megjelenő gnoszticizmussal. Az Ap. Csel. 8. fejezetében szereplő Simon mágust később az egyházatyák tették meg őseretneknek, s tőle származtattak minden későbbi herezist. Az Ap. Csel. semmilyen sajátos gnosztikus vonást nem tulajdonít neki, de nem biztos, hogy a teljes történetet elmondja róla, ahogy az sem biztos, hogy Simon mágusnak bármi köze lett volna a gnoszticizmushoz.
A Kolosszé levél és a pásztori levelek (Tim. 1-2., Tit.) szembeszállnak a hamis tanítókkal, akik angyali közvetítőket szolgáltak és titkos tanításaik voltak. 1Tim. 6,20 a hazug módon ismeretnek (gnószisz) nevezett tanításra utal, noha hozzá kell tenni, hogy a görögül minden más ismeretet is gnószisznak neveztek, nem csak azt, amely a gnosztikus ismeret alapja (lásd: gnóthi szeauton – ismerd meg önmagad!).
A legtöbb gondolat, amivel a 2. század gnosztikus tanítói foglalkoztak, már jelen volt az 1. században is. Úgy tűnik, hogy az Újszövetségben tévtanítók-nak nevezett személyek ötvözték a zsidó, pogány és keresztény elemeket, de ezek az elemek sokféle kombinációs lehetőséget kínálnak.

## Történelem
A gnoszticizmus eredete homályos és máig vitatott.

### Ókor
Az apokrif evangéliumok tanúsága szerint a kereszténység első évszázadaiban a gnosztikus eszmeiség meghatározó volt. Egyes nézetek szerint az eretneknek nyilvánított Markión (85–160) által összeállított evangélium időben megelőzi a mai keresztény Bibliában megtalálható négy evangélium összeállítását, sőt, olyan nézetek is felmerültek, hogy Markión és Márk evangéliuma azonos.
Már az első században megjelentek a gnózis hívei. Elterjedt nézetek szerint részben ennek az eszmeáramlatnak a terjedése miatt kezdték később kanonizálni a keresztény tantételeket.
A gnoszticizmus többek között például a következő kérdésekre próbált választ adni: Miként lehetséges, hogy Isten, e tiszta szellemi lény, az anyagnak alkotója? Ha Isten tökéletes, honnan a világ tökéletlensége? Mi a rossz eredete? Honnan az emberi természet különfélesége? A keresztény vallás megfejtéseivel meg nem elégedett, a kelet bölcseletéhez fordult és a keleti vallások és a misztikus bölcsek írásaiból válogatta össze rendszerét.
A gnoszticizmus mozgalma a tökéletesség belső átélésére törekedett. Elsősorban a beállítottság volt gnosztikus: minden ember hivatott a belső tudásra, Isten közvetlen megtapasztalására – mondták. „Gnosztikus kereszténység” néven is emlegetik őket, de több ókeresztény szerző ellene ír.
Jeles képviselői keleten elsősorban Menandrosz, Satorninus és Baszileidész, Rómában Valentinus és Markión voltak.
Az ókorban megjelenő gnosztikus képzetek olyan hihetetlenül változatosak voltak, hogy egy koherens rendszerré lehetetlen lenne összeilleszteni őket. Azonban vannak olyan sajátosságok, amelyek meghatározták a gnosztikus mozgalmat. Még akkor is így van, ha ezeknek a képzeteknek a nagy része nem eredendően gnosztikus kontextusban fordul is elő. A gnosztikus gondolatoknak ehhez a csoportjához tartoztak egy teljesen transzcendens Isten képzete, aki az isteni világot alkotta, amelyhez az emberi lények legbelsőbb lényege eredetileg tartozott. Tragikus eseményeken keresztül az ember elszakadt isteni eredetétől, és elfelejtette előkelő származását is. Az eredeti otthonába való visszatérés csak a gnózis segítségével valósulhat meg, aki megnyilatkozik számára.
A gnoszticizmus a kereszténység uralkodó formájától a következő fő pontokban tért el:
- kozmikus dualizmus – a mindenek felett álló, transzcendens Isten egy másik istenséggel áll szemben (Démiurgosz), aki létrehozta a fogyatékos és visszás világot
- Jézus csak doketikus, látszólagos emberi testet öltött; emberi léte és szenvedése csupán látszólagos volt, nem valóságos
- nagy hangsúlyt helyeznek a gnózisra (üdvözítő tudás)
- a preegzisztens ember vagy lélek eszméje. E szerint eredetileg az ember magasabb rendű lény volt és méltóságban felülmúlta az angyalokat is. Minden emberben megvan most is az isteni szikra (transzcendens én), amelyet a gnózis lobbanthat fel benne.[10]

A gnoszticizmus feladta a leckét azzal, hogy a gonoszt az isteni szférába helyezte el, nem pedig az emberi lényben, ugyanakkor összekapcsolta az anyagi világgal.
Ebben az eszmeáramlatban többféle dualizmus létezett, mint például etikai (jó és rossz), eszkatológiai (ez a világ és az eljövendő világ) és pszichológiai (test és lélek). Ehhez kapcsolódott az Elrejtőzött Isten és a Teremtő Isten közötti distinkció is. A Démiurgosz elnevezéssel illették a másodrendű istenséget, aki a látható világot teremtette meg. Az igazi, jó Istenről azt állították, hogy az egy másik isten, aki nem vett részt ebben a teremtő aktusban és rezzenetlenül felette áll a kozmikus iparosmunka elfajzott világán.
A gnoszticizmus nem hangsúlyozta a kozmikus vagy testi természet jövőbeni eszkatológiáját. Isten országa belső országot jelentett. Mint a személyes üdvösség vallása, azt tanította, hogy a lelki ember már most átéli valóságos állapotát, és amikor meghal azonnal átmegy a plérómába.
Az ind filozófiáktól eltérően (upanisadok, Szánkhja-jóga, buddhizmus) – amelyek gondosan kerülik, hogy az emberek elfajzásának végső okát szóba hozzák – a gnosztikusok által tanított megváltó tudás elsősorban egy titkos (a be nem avatottak előtt titokban maradó) történet feltárása: a világ eredete és teremtése, a rossz eredete, az emberek megmentéséért földre szállt isteni Megváltó drámája és a transzcendens Isten végső győzelme, ami a történelem végével és mindenség pusztulásával válik kézzelfoghatóvá.
Krisztus fellépését valamennyi gnosztikus rendszer a történelem nagy fordulópontjának tartotta, amellyel a – kozmikus folyamatként értelmezett – megváltás elkezdődött. A megváltás lényege az anyagvilágba zárt fényszikrák kiszabadítása az anyagból és visszajuttatása a plérómába, a fény országába. Hogy ez megtörténhessen, a világban megjelent egy magasabb rendű eón, a Logoszeón, Krisztus, aki a felszabadító tudást, a gnósziszt közölte az emberekkel. A gnosztikus megváltás nem kegyelem, hanem az én tökéletes birtoklásához eljutás, az önismeret. Ez megköveteli a világtól való tökéletes elszakadást, a léleknek a testből, az anyagból való kiemelkedését, szigorú aszkézis vagy esetleg a testet tönkretevő kicsapongások által.
A Nag Hammádi-i leletek gyakran utalnak aszkéta-létformára.
A gnoszticizmus számos használhatónak bizonyult eleme, átalakított vagy eredeti formájában bekerült a keresztény hitrendszerbe, főleg Alexandriai Kelemen és Órigenész tevékenysége révén.

#### Gnosztikus irányzatok
Előfutárok
Az egyházatyák a szamaritánus goétész Doszitheosz és mások mellett mindenekelőtt Simon mágust tartották úttörőnek. Simon és az őt kísérő Heléna alakjában a 2. századi szimóniánusok egy férfi és egy női isten inkarnációját tisztelték. Simon leghíresebb tanítványa Menandrosz  volt.
Valódi gnosztikus elemeket figyelhetünk meg Kerinthosznál , aki 100 körül élt Epheszoszban. Úgy ábrázolta Krisztust, mint isteni szellemet, amely nem egyezik Jézus emberi személyével. Ő már különbséget tett a legfőbb isten és az angyalszerű Démiurgosz között. Démiurgosznak tulajdonította az anyagi világ megteremtését, habár a legtöbb gnosztikustól eltérően az ő Démiurgosza szent volt. Azt tanította a keresztényeknek, hogy tartsák be a zsidó törvényeket, és hitt Krisztus második eljövetelében.
Kiemelhetjük az elkaszitákat , mely irányzatot Elkasai  alapította Traianus császár idején. Felfogásukban zsidó és zsidókeresztény elemek keveredtek különféle szinkretista vonásokkal: az első keresztség mellett 2. keresztség a bűnök bocsánatára; gyakori rituális alámerítkezés; a mózesi törvények nagyra értékelése, de a véres áldozat elvetése; Jézus Messiás voltának elismerése, de Pál apostol elutasítása; asztrológia, mágia; úrvacsora bor nélkül; Jézus az első ember vagy a legfőbb arkangyal utolsó inkarnációja stb.  Szent könyvük, amelyet maga Elkasai írt arám nyelven, elveszett. 400 körül még találkozunk a mozgalommal a Holt-tenger vidékén (szampszeusok, azaz napimádók). 
Az első gnosztikus iskolák
- A szatorniliánusok iskoláját a szír Satorninus alapította, aki Simon mágus és Menandrosz tanítványa volt.[15]
- Vele egy időben fejlődött ki a baszilidiánusok iskolája. Alapítója a szír Baszileidész, aki az Antoninusok koráig Alexandriában működött. Az irányzat Keleten is, Nyugaton is (Róma) igen népszerű volt.[15]
- Tisztán hellenista gyökerekből táplálkozott a 2. századi karpokratiánusok szektája. Vezetőjük, Karpokratész (wd) Alexandriában tanított.[15]

A fő irányzatok
- Keleten ahol nagy számban és sokféle változatban terjedtek el, az ophitákat (wd) tartották a tulajdonképpeni gnosztikusoknak. Sok alcsoportjuk volt, pl. a naasszénusok (a héber nahas szóból). Szimbólumrendszerükben kitüntetett szerep jutott a kígyónak, de míg a kígyótestvérek egyes csoportjai a Genesis 3,5 alapján[19] a kígyót a haladás jelképeként tisztelték, mások a kárhozat okozóját látták benne.[15]
- A valentiniánus (wd) irányzat alapítója és egyben a legjelentősebb gnosztikus a 2. századi egyiptomi Valentinus volt. A prédikációiból, himnuszaiból és leveleiből fennmaradt töredékek azt mutatják, hogy rendszerében a platóni filozófia, Jézus tanítása és Pál gondolatai ötvöződtek.[15]
- Átmenetek a gyülekezeti kereszténység és a gnózis között
  - Az enkratiták (wd) legjelentősebb képviselője Tatianosz volt. Az ő példája mutatja, milyen könnyen válhatott valaki "egyházi" felfogásról gnosztikusra.[15]
  - Szintén félúton állt az egyházi kereszténység és a gnoszticizmus között az edesszai Bardeszanész (wd), a szír egyház filozófusa. Himnuszai, amelyek a szír egyházi ének kezdeteit jelentik, és dialógusa keresztény és hellenisztikus mellett számos gnosztikus elemet is tartalmaz anélkül, hogy az Keleten már eretnekségnek minősült volna. Miután a 3. században az edesszai egyházban bevezették a katolikus normákat, a bardeszaniták különváltak Palut püspök követőitől, a katolikus palutiánusoktól.[15]

Markión reformegyháza
Markiónt tulajdonképpen nem kellene a gnosztikusok közé sorolni, hiszen csupán vissza akarta vezetni a véleménye szerint judaizálódott egyházat az eredeti evangéliumhoz, Jézus és Pál tanításához. Nem tartotta szükségesnek a gnósziszt, nem helyezte a pisztisz fölé, nem hivatkozott titkos hagyományokra, nem képviselt misztikus mágiát vagy aión- (eón-) spekulációt. Ami nála gnoszticizmusra utal, az az Ószövetség mellőzése, a kozmológiai problémamegközelítés, a kettős istenség fogalma. (Bár dualizmusát enyhíti, a demiurgos nála nem κακὁς). Nézete szerint Krisztusnak csak látszólagos (doketista) teste volt, és látszólag halt meg a keresztfán. A megváltás tulajdonképpen az Istenben való hitből áll. Aki hisz annak számára van megváltás, de ezt elő kell készíteni szigorú böjttel, aszkézissel, a házasélettől való tartózkodással stb. Markión Rómában egy igen erősen szervezett vallási közösséget épített ki, püspökökkel és papokkal.
Markión halála után a tanítványai igyekeztek gondolatait korrigálni (markioniták: ) és következetesen megfogalmazni. Folytatták mesterük szövegrevízióját is. Legjelentősebb tanítványa, Apellész közeledett leginkább az egyházhoz, amennyiben eljutott az egy eredet tanához (a világteremtő: Isten egyik angyala).

### Manicheizmus
A Római Birodalomban hamar támogatottá, majd államvallássá váló korai kereszténység egyik legnagyobb ellenfelének tartotta a manicheizmust (Mani tanai). E szinkretikus vallás először Perzsiában jelent meg a 3. században, de csakhamar keresztény szektává fejlődött és az egész Római Birodalomban voltak követői. Egy ideig hozzájuk tartozott Szt. Ágoston is.
A római, majd később a bizánci állam is tűzzel-vassal irtotta a híveit. 382-től a manicheizmust halálbüntetéssel sújtották; a közéletből azonban csak a 6. században tűnt el teljesen, de Közép- és Kelet-Ázsiában tovább élt a 16. századig. Az Ujgur Birodalomban az államvallás szerepét is betöltötte.

### Középkor
A paulikiánusok, a bogumilok és a katharok tanításaikból következően a gnoszticizmus illetve a manicheizmus utódainak számítanak, még akkor is ha közvetlen történelmi kapcsolataik vitathatóak. Az európai középkorban végig az egyik legnagyobb, az egyház hatalma miatt gyakorlatilag halálos vád volt, ha valakire ráfogták, hogy gnosztikus vagy manicheus.
A Dél-Franciaországban a 11. században kialakult kathar (Albi városáról albigensnek is nevezett) mozgalmat is a manicheizmus kései ágának tartották. A tűzzel-vassal irtás itt is bekövetkezett: az egyetlen, Európán belüli célt kitűző keresztesháborút a katharok ellen indította III. Ince pápa 1209-ben. A húsz évig tartó háború mély nyomokat hagyott Dél-Franciaországban. A kathar mozgalom hatásainak felszámolására hozták létre az „Isten kutyáinak” csúfolt dominikánus rend által vezetett inkvizíciót.

### Újkor
A gnosztikus irányzatok közé sorolják az újkori orosz hlisztek mozgalmát.
Helena Blavatsky, a Teozófiai Társulat társalapítója sokat írt a gnosztikus gondolatokról. A gnoszticizmusról szóló írásaiból készült összeállítás több mint 270 oldalas. G. R. S. Mead 1884-ben a Teozófiai Társulat tagja és Blavatsky magántitkára lett és 1891-ben bekövetkezett haláláig az is maradt. A gnoszticizmus iránti érdeklődését valószínűleg Blavatsky ébresztette fel.
Jules Doinel (1842–1903) 1890-ben alapított egy gnosztikus egyházat Franciaországban (Église gnostique de France).
Carl Gustav Jung önéletrajza azt tanúsítja, hogy a gnoszticizmus hatással volt a gondolkodására. Freudnak írt levelében lelkesen írt a témáról. Jung nem a teológiai tanok követőinek tekintette a gnosztikusokat, hanem valódi látnokoknak, és képzeteiket nem mítoszoknak, hanem belső tapasztalatok eredményének tekintette.
A vallástörténet és a teológia tudományos és elméleti megközelítése mellett, napjainkban is számos gnosztikus csoport és mozgalom tevékenykedik, ilyenek például az antropozófia, a rózsakeresztesek, a New Age mozgalom, továbbá gnoszticizmusra bukkanunk a szinkretizmus fémjelezte ezoterikában és az ezoterikus kereszténységben is.
A Közel-Keleten a mandeusok maradtak fenn gnosztikus szektaként.
A nyugati világban az egyik mai megjelenési formája a liberális katolikus mozgalom.

## Írások
Kevés forrás élte túl az ókori mozgalom üldöztetését. Ilyen például az 1997-ben nyilvánosságra hozott "Júdás evangéliuma", amely korának akciófilmjeként Júdást állítja be az igaz tudást védő elkeseredett hősnek, Jézust pedig hasonlóan esendő ellenfelének. Sokáig a legtöbbet a vitairatokból lehetett megtudni, melyekben az egyházatyák támadták a gnosztikus tanokat, ám ezek a források az elfogultság miatt a legkisebb mértékben sem tekinthetők hitelesnek.
Másik fontos forrás a kínai buddhista kánon, melynek utolsó kötetében találhatók kínaira fordított manicheus szövegek.

## Eredetiben fennmaradt gnosztikus értekezések
A második világháború végéig három kopt gnosztikus kódex volt ismeretes:
- Codex Askewianus: Valamikor az 1700-as években dr. Askew londoni orvos vásárolta egy régiségkereskedőtől. Róla nevezték el a kódexet. Halála után örökösei a British Museumnak adták el, 1785-ben. Ez a őrizte meg a 3. században keletkezett Pisztisz Szophiat, a legterjedelmesebb gnosztikus értekezést. A kódex maga valószínűleg a 4. századból való.
- Codex Brucianus: James Bruce-ról (1730-1794) a neves skót utazóról kapta a nevét. A régi Théba területén, Medinet Habuban vette. Jeú két könyvet és egy un. Cím nélküli értekezést tartalmaz. A művek valószínűleg a 3. századból valók, a papiruszkódex az 5–6. századra keltezhető.

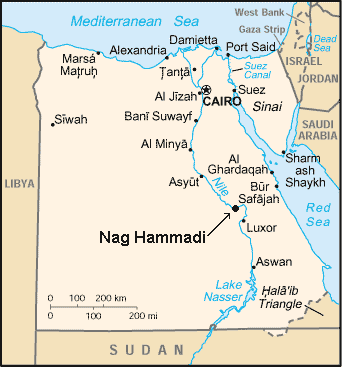
Nag Hammádi-i lelet

- Codex Berolinensis: Valószínűleg Achmim közelében találták. 1896-ban került a Berlini Múzeum gyűjteményébe. Ebben található az Evangélium Mária szerint, János apokrifonja (titkos irata) és a Sophia Jesu Christi (Jézus Krisztus bölcsessége).

A legnagyobb gnosztikus könyvgyűjtemény a Nag Hammádi-i leletben került elő.
1945-ben találtak rá a 13 kódexre, melyek a 4. századra keltezhetők, de a művek nagy része a 2. században keletkezett.

### Apokrif iratok
Az apokrif (apokripha) görög kifejezés jelentése: „elrejtett”. A legjelentősebb lelet Nag Hammád tekercsei, de sok apokrif irat maradt fenn és tanúskodik a gnosztikus keresztény bölcsességről. Amíg a Biblia iratait a történelem során többször is „átírták”, az apokrifok hamisíthatatlanul tanúskodnak koruk bölcseletéről. Az apokrif, vagy „elrejtett” tanok a hivatalos, külső vallás törekvéseként kerültek háttérbe. Esetenként tudatos megsemmisítések elől rejtették el az utókor számára. A rejtett kifejezés ugyanakkor e tanok tartalmára, azokra a rejtélyekre, misztériumokra is utal, melyek az igazságkeresők számára az eredeti isteni állapot elérésének útját írják le, és közelebb visznek Istenhez.

## Keresztény egyházatyák gnoszticizmus ellen írt művei
- Szent Iréneusz (kb. 130 – 202): Lugdunum (Lyon) püspöke volt. Öt könyvből álló irata a „hamis gnózis” ellen a II. század második feléből való. A szakirodalomban Adversus haereses címen hivatkoznak rá.
- Szent Hippolütosz (kb. 170 – 235): akinek a hivatalos egyházzal is ellentétei voltak, annyira, hogy ellenpápának választották meg. Száműzetésben halt meg, i. sz. 235 körül. Görög nyelvű, az eretnekségek ellen irányuló művének latin címe: Retutatio omnium haeresium (Valamennyi eretnekség cáfolata).
- Szent Epiphaniosz: (kb. 315 – 403) Ciprus metropolitája volt. Egyiptomban közelről is megismerkedett a Barbéló-gnosztikusokkal. Kicsapongó szertartásaik miatt feljelentést tett ellenük az egyházi hatóságoknál, minek következtében 80 titkos gnosztikust kizártak a keresztény közösségből. A gnózist görög nyelvű Panarion című műve támadja.
- Több keresztény szerző művében is találhatóak még a gnózissal foglalkozó részletek: például Tertullianus (kb. 160 – 225) és Alexandriai Szent Kelemen (kb. 150 – kb. 215).